# 前列兵
前列兵（古希臘語： πρωτοστάτης），即站在前一列的人。古希臘方陣的軍事上，前列兵和後列兵（Epistates）是最基礎單位，一個方陣縱列由許多的前列兵和後列兵組成。如果一個方陣縱列（lochos）有8人，則第1、3、5、7人為前列兵，第2、4、6、8人為後列兵。在一個方陣縱列第一個前列兵稱為排長（lochos）。在拜占庭帝國時還維持這種稱呼。 